# Mandalgobi
Mandalgobi (mongol: Мандалговь, Mandalgov 'o Mandalgovi) es una ciudad en Mongolia. Tiene unos 10 000 habitantes y es la capital de la provincia de Dundgovi (aymag). La ciudad se encuentra a unos 300 km al sur de la capital, Ulán Bator. Está situada a 1396 m sobre el nivel del mar. El programa de Cuatro, Pekín Express finalizó y comenzó una etapa en la ciudad.